# غراهام تايلور (لاعب كرة قدم)
غراهام تايلور (بالإنجليزية: Graham Taylor)‏ هو لاعب كرة قدم بريطاني في مركز الوسط، ولد في 19 مارس 1998 في إستيرلينغ في المملكة المتحدة. لعب مع دندي يونايتد.

## وصلات خارجية
- غراهام تايلور (لاعب كرة قدم) على موقع قاعدة بيانات كرة القدم.إي يو (الإنجليزية)
- غراهام تايلور (لاعب كرة قدم) على موقع Soccerbase.com (لاعب) (الإنجليزية)
- غراهام تايلور (لاعب كرة قدم) على موقع Soccerway.com (الإنجليزية)